# McCartney 3,2,1
McCartney 3,2,1 est une mini-série documentaire mettant en vedette le musicien britannique Paul McCartney et le producteur Rick Rubin. La série en six parties présente les deux homme discutant de la carrière de McCartney au sein des Beatles et des Wings ainsi qu'en tant qu'artiste solo.

## Prémisse
La série présente une rencontre entre Paul McCartney et le producteur de musique Rick Rubin. Le duo discute des débuts de McCartney, son travail avec les Beatles et les Wings et de ses 50 ans en tant qu'artiste solo. La série couvre également l'écriture de chansons, les influences et les relations personnelles qui ont formé les chansons de McCartney.

## Épisodes
| Numéro | Titre                                 | Résumé |
| ------ | ------------------------------------- | --- |
| 1      | Ces choses qui rassemblent            | Paul McCartney parle de ses débuts dans l'industrie musicale, y compris son amitié d'enfance avec John Lennon et George Harrison |
| 2      | Les notes qui s'aiment                | Paul parle de ses influences, de Bach à Fela Kuti                                                                                |
| 3      | Les gens qu'on aimait nous aimaient ! | McCartney parle des musiciens qui ont inspiré les Beatles et leur voyage en Inde                                                 |
| 4      | Comme des professeurs dans un labo    | McCartney et Rubin analyse la méthode des Beatles de repousser les conventions musicales                                         |
| 5      | Joue plus droit                       | McCartney parle de sa place dans le groupe et de son évolution                                                                   |
| 6      | La longue route sinueuse              | Paul McCartney parle d'écriture et de chanson, en solo ou avec John Lennon                                                       |

## Sortie
En France, la série a été annoncée le 29 juillet 2021 et publiée sur Disney + le 25 août 2021.